# Principali aziende chimiche
Questa è la lista delle principali aziende chimiche secondo il Chemical & Engineering News, che pubblica annualmente la classifica, per fatturato nell'anno 2017.
| Posizione 2017 | Posizione 2016 | Azienda                   | Fatturato in miliardi di US$ (2017) | Sede                                 |
| -------------- | -------------- | ------------------------- | ----------------------------------- | ------------------------------------ |
| 1              | 1              | BASF                      | 69,196                              | Germania, Ludwigshafen am Rhein      |
| 2              | /              | DowDuPont                 | 62,484                              | Stati Uniti, Midland, Michigan       |
| 3              | 3              | Sinopec                   | 55,324                              | Cina, Pechino                        |
| 4              | 4              | SABIC                     | 37,621                              | Arabia Saudita, Riad                 |
| 5              | 6              | Ineos                     | 34,635                              | Regno Unito, Londra                  |
| 6              | 5              | Formosa Plastics          | 32,118                              | Taiwan, Taipei                       |
| 7              | 7              | ExxonMobil                | 28,694                              | Stati Uniti, Irving, Texas           |
| 8              | 8              | LyondellBasell            | 28,319                              | Paesi Bassi, Rotterdam               |
| 9              | 9              | Mitsubishi Chemical       | 26,423                              | Giappone, Tokio                      |
| 10             | 12             | LG Chem                   | 23,217                              | Corea del Sud, Seul                  |
| 11             | 11             | Air Liquide               | 22,618                              | Francia, Parigi                      |
| 12             | 20             | Reliance Industries       | 17,555                              | India, Mumbai                        |
| 13             | 10             | DuPont                    | 17,281                              | Stati Uniti, Wilmington, Delaware    |
| 14             | 13             | Linde AG                  | 16,938                              | Irlanda, Dublino                     |
| 15             | 15             | Toray Industries          | 16,904                              | Giappone, Tokio                      |
| 16             | 14             | AkzoNobel                 | 16,471                              | Paesi Bassi, Amsterdam               |
| 17             | 17             | Evonik Industries         | 16,295                              | Germania, Essen                      |
| 18             | 19             | Covestro                  | 15,977                              | Germania, Leverkusen                 |
| 19             | 16             | Braskem                   | 15,438                              | Brasile, São Paulo                   |
| 20             | 18             | PPG Industries            | 14,750                              | Stati Uniti, Pittsburgh              |
| 21             | 21             | Sumitomo Chemical         | 14,572                              | Giappone, Tokio und Osaka            |
| 22             | 24             | Lotte Chemical            | 14,061                              | Corea del Sud, Seul                  |
| 23             | 26             | Shin-Etsu Chemical        | 12,859                              | Giappone, Tokio                      |
| 24             | 26             | Solvay                    | 12,308                              | Belgio, Brüssel                      |
| 25             | 27             | Mitsui Chemicals          | 11,852                              | Giappone, Tokio                      |
| 26             | 28             | Praxair                   | 11,437                              | Stati Uniti, Danbury, Connecticut    |
| 27             | 23             | Yara International        | 11,347                              | Norvegia, Oslo                       |
| 28             | 34             | Lanxess                   | 10,922                              | Germania, Colonia                    |
| 29             | 25             | Bayer AG                  | 10,823                              | Germania, Leverkusen                 |
| 30             | 32             | DSM                       | 9,755                               | Paesi Bassi, Heerlen                 |
| 31             | 33             | Asahi Kasei               | 9,704                               | Giappone, Tokio                      |
| 32             | 31             | Eastman Chemical          | 9,549                               | Stati Uniti, Kingsport, Tennessee    |
| 33             | 36             | Arkema                    | 9,409                               | Francia, Colombes                    |
| 34             | 30             | Syngenta                  | 9,244                               | Svizzera, Basilea                    |
| 35             | 37             | Chevron Phillips Chemical | 9,063                               | Stati Uniti, The Woodlands           |
| 36             | 38             | Borealis                  | 8,549                               | Austria, Vienna                      |
| 37             | 41             | Indorama Ventures         | 8,444                               | Thailandia, Bangkok                  |
| 38             | 44             | SK Innovation             | 8,272                               | Corea del Sud, Seul                  |
| 39             | 29             | Huntsman Corporation      | 8,208                               | Stati Uniti, The Woodlands           |
| 40             | 35             | Air Products & Chemicals  | 8,188                               | Stati Uniti, Allentown, Pennsylvania |
| 41             | 40             | Ecolab                    | 8,078                               | Stati Uniti, Saint Paul, Minnesota   |
| 42             | 42             | Westlake Chemical         | 8,041                               | Stati Uniti, Houston, Texas          |
| 43             | 43             | Wanhua Chemical Group     | 7,863                               | Cina, Yantai                         |
| 44             | 39             | Sasol                     | 7,744                               | Sudafrica, Johannesburg              |
| 45             | 42             | The Mosaic Company        | 7,410                               | Stati Uniti, Plymouth, Minnesota     |
| 46             | 47             | PTT Global Chemical       | 7,386                               | Thailandia, Bangkok                  |
| 47             | 46             | Tosoh                     | 7,341                               | Giappone, Tokio                      |
| 48             | 45             | DIC                       | 7,043                               | Giappone, Tokio                      |
| 49             | 43             | Hanwha Chemical           | 6,859                               | Corea del Sud                        |
| 50             | 48             | Clariant                  | 6,480                               | Svizzera, Pratteln                   |